# Partecipanti al Gran Premio Miguel Indurain 2024
Elenco dei partecipanti al Gran Premio Miguel Indurain 2024.
Il Gran Premio Miguel Indurain 2024 è stata la sessantasettesima edizione della corsa. Alla competizione presero parte ventidue squadre: undici iscritte all'UCI World Tour 2024, nove dell'UCI ProTeam e due dell'UCI Continental Team.
Partenza con 150 ciclisti accreditati.

## Corridori per squadra
Nota: R ritirato, NP non partito, FT fuori tempo, SQ squalificato
| Cofidis                | Cofidis                  | Cofidis                | Arkéa-B&B Hotels                | Arkéa-B&B Hotels                | Arkéa-B&B Hotels                | Astana Qazaqstan Team        | Astana Qazaqstan Team        | Astana Qazaqstan Team        |
| ---------------------- | ------------------------ | ---------------------- | ------------------------------- | ------------------------------- | ------------------------------- | ---------------------------- | ---------------------------- | ---------------------------- |
| N°                     | Ciclista                 | Clas.                  | N°                              | Ciclista                        | Clas.                           | N°                           | Ciclista                     | Clas.                        |
| 1                      | Ion Izagirre             | 4°                     | 11                              | Cristián Rodríguez              | R                               | 21                           | Samuele Battistella          | 6°                           |
| 2                      | Thomas Champion          | R                      | 12                              | Louis Barré                     | 32°                             | 22                           | Anton Kuzmin                 | R                            |
| 3                      | Ben Hermans              | 97°                    | 13                              | Clément Champoussin             | 7°                              | 23                           | Gianmarco Garofoli           | 26°                          |
| 4                      | Jesús Herrada            | 96°                    | 14                              | Jean-Loup Fayolle               | R                               | 24                           | Henok Mulubrhan              | 65°                          |
| 5                      | Gorka Izagirre           | 48°                    | 15                              | Martin Tjøtta                   | R                               | 25                           | Vadim Pronskij               | 54°                          |
| 6                      | Jonathan Lastra          | 70°                    | 16                              | Michel Ries                     | 90°                             | 26                           | Igor' Čžan                   | 101°                         |
|                        |                          |                        | 17                              | Alessandro Verre                | 35°                             | 27                           | Max Walker                   | R                            |
| Bora-Hansgrohe         | Bora-Hansgrohe           | Bora-Hansgrohe         | Decathlon AG2R La Mondiale Team | Decathlon AG2R La Mondiale Team | Decathlon AG2R La Mondiale Team | EF Education-EasyPost        | EF Education-EasyPost        | EF Education-EasyPost        |
| N°                     | Ciclista                 | Clas.                  | N°                              | Ciclista                        | Clas.                           | N°                           | Ciclista                     | Clas.                        |
| 31                     | Emanuel Buchmann         | 71°                    | 41                              | Bruno Armirail                  | R                               | 51                           | Markel Beloki                | R                            |
| 32                     | Bob Jungels              | 62°                    | 42                              | Alex Baudin                     | 17°                             | 52                           | Esteban Chaves               | 29°                          |
| 33                     | Matteo Sobrero           | R                      | 43                              | Felix Gall                      | 58°                             | 53                           | Lukas Nerurkar               | 87°                          |
| 34                     | Roger Adrià              | 39°                    | 44                              | Jaakko Hänninen                 | 84°                             | 54                           | Archie Ryan                  | 5°                           |
| 35                     | Maximilian Schachmann    | 9°                     | 46                              | Paul Lapeira                    | 85°                             | 55                           | James Shaw                   | 86°                          |
| 36                     | Frederik Wandahl         | R                      | 47                              | Nans Peters                     | 52°                             | 56                           | Rigoberto Urán               | 40°                          |
| 37                     | Alexander Hajek          | 77°                    |                                 |                                 |                                 | 57                           | Jefferson Alexander Cepeda   | 37°                          |
| Lidl-Trek              | Lidl-Trek                | Lidl-Trek              | Movistar Team                   | Movistar Team                   | Movistar Team                   | Team DSM-Firmenich PostNL    | Team DSM-Firmenich PostNL    | Team DSM-Firmenich PostNL    |
| N°                     | Ciclista                 | Clas.                  | N°                              | Ciclista                        | Clas.                           | N°                           | Ciclista                     | Clas.                        |
| 61                     | Andrea Bagioli           | 38°                    | 71                              | Alex Aranburu                   | 81°                             | 81                           | Warren Barguil               | 11°                          |
| 62                     | Julien Bernard           | 36°                    | 72                              | Jon Barrenetxea                 | 30°                             | 82                           | Romain Combaud               | R                            |
| 63                     | Fabio Felline            | R                      | 73                              | Pelayo Sánchez                  | 69°                             | 83                           | Gijs Leemreize               | 24°                          |
| 64                     | Louis Leidert            | 93°                    | 74                              | Ruben Guerreiro                 | 23°                             | 84                           | Enzo Leijnse                 | R                            |
| 65                     | Liam O'Brien             | 76°                    | 75                              | Gregor Mühlberger               | 75°                             | 85                           | Oscar Onley                  | 3°                           |
| 66                     | Carlos Verona            | 21°                    | 76                              | Sergio Samitier                 | 68°                             | 86                           | Martijn Tusveld              | 98°                          |
| 67                     | Natnael Tesfatsion       | 66°                    | 77                              | Gonzalo Serrano                 | 28°                             | 87                           | Vincent Bodet                | R                            |
| Team Jayco AlUla       | Team Jayco AlUla         | Team Jayco AlUla       | UAE Team Emirates               | UAE Team Emirates               | UAE Team Emirates               | Burgos-BH                    | Burgos-BH                    | Burgos-BH                    |
| N°                     | Ciclista                 | Clas.                  | N°                              | Ciclista                        | Clas.                           | N°                           | Ciclista                     | Clas.                        |
| 91                     | Simon Yates              | R                      | 101                             | Igor Arrieta                    | 16°                             | 111                          | Sergio Chumil                | 104°                         |
| 92                     | Davide De Pretto         | 14°                    | 102                             | Finn Fisher-Black               | 80°                             | 112                          | David Delgado                | R                            |
| 93                     | Felix Engelhardt         | 72°                    | 103                             | Marc Soler                      | R                               | 113                          | José Manuel Díaz             | 56°                          |
| 94                     | Lucas Hamilton           | 25°                    | 104                             | Isaac Del Toro                  | 13°                             | 114                          | Jesús Ezquerra               | 57°                          |
| 95                     | Eddie Dunbar             | R                      | 105                             | Brandon McNulty                 | 1°                              | 115                          | Jetse Bol                    | 100°                         |
| 96                     | Rudy Porter              | R                      | 106                             | Pavel Sivakov                   | 15°                             | 116                          | Sinuhé Fernández             | 53°                          |
| 97                     | Mauro Schmid             | R                      |                                 |                                 |                                 | 117                          | Karel Vacek                  | R                            |
| Caja Rural-Seguros RGA | Caja Rural-Seguros RGA   | Caja Rural-Seguros RGA | Equipo Kern Pharma              | Equipo Kern Pharma              | Equipo Kern Pharma              | Euskaltel-Euskadi            | Euskaltel-Euskadi            | Euskaltel-Euskadi            |
| N°                     | Ciclista                 | Clas.                  | N°                              | Ciclista                        | Clas.                           | N°                           | Ciclista                     | Clas.                        |
| 121                    | Fernando Barceló         | 10°                    | 131                             | Urko Berrade                    | 12°                             | 141                          | Enekoitz Azparren            | 45°                          |
| 122                    | Sebastian Berwick        | R                      | 132                             | Pablo Castrillo                 | 43°                             | 142                          | Gotzon Martín                | 44°                          |
| 123                    | Jefferson Alveiro Cepeda | 64°                    | 133                             | Ibon Ruiz                       | 27°                             | 143                          | Víctor de la Parte           | 61°                          |
| 124                    | Joseba López             | 95°                    | 134                             | Iván Cobo                       | 134°                            | 144                          | Txomin Juaristi              | 99°                          |
| 125                    | Joel Nicolau             | 50°                    | 135                             | Pau Miquel                      | 22°                             | 145                          | Mikel Iturria                | 67°                          |
| 126                    | Eduard Prades            | 47°                    | 136                             | Martí Márquez                   | R                               | 146                          | Asier Etxeberria             | R                            |
| 127                    | Gorka Sorarrain          | 89°                    | 137                             | Unai Iribar                     | 33°                             | 147                          | Iker Mintegi                 | 31°                          |
| Israel-Premier Tech    | Israel-Premier Tech      | Israel-Premier Tech    | Lotto Dstny                     | Lotto Dstny                     | Lotto Dstny                     | Q36.5 Pro Cycling Team       | Q36.5 Pro Cycling Team       | Q36.5 Pro Cycling Team       |
| N°                     | Ciclista                 | Clas.                  | N°                              | Ciclista                        | Clas.                           | N°                           | Ciclista                     | Clas.                        |
| 151                    | George Bennett           | 41°                    | 161                             | Logan Currie                    | 74°                             | 171                          | Xabier Azparren              | R                            |
| 152                    | Mason Hollyman           | R                      | 162                             | Thomas De Gendt                 | R                               | 172                          | Filippo Conca                | R                            |
| 153                    | Matthew Riccitello       | 92°                    | 163                             | Jonas Gregaard                  | 59°                             | 173                          | David de la Cruz             | 20°                          |
| 154                    | Mads Würtz Schmidt       | R                      | 164                             | Sylvain Moniquet                | 73°                             | 174                          | Mark Donovan                 | 18°                          |
| 155                    | Nick Schultz             | 78°                    | 165                             | Eduardo Sepúlveda               | 51°                             | 175                          | Alessandro Fancellu          | 55°                          |
| 156                    | Stephen Williams         | R                      | 166                             | Johannes Adamietz               | R                               | 176                          | Damien Howson                | 88°                          |
| 157                    | Michael Woods            | R                      | 167                             | Maxim Van Gils                  | 2°                              | 177                          | James Whelan                 | 94°                          |
| Team Polti Kometa      | Team Polti Kometa        | Team Polti Kometa      | TotalEnergies                   | TotalEnergies                   | TotalEnergies                   | Illes Balears Arabay Cycling | Illes Balears Arabay Cycling | Illes Balears Arabay Cycling |
| N°                     | Ciclista                 | Clas.                  | N°                              | Ciclista                        | Clas.                           | N°                           | Ciclista                     | Clas.                        |
| 181                    | Andrea Garosio           | 63°                    | 191                             | Mathieu Burgaudeau              | R                               | 201                          | Unai Esparza                 | 105°                         |
| 182                    | Paul Double              | 19°                    | 192                             | Steff Cras                      | 8°                              | 202                          | Julen Amezqueta              | 49°                          |
| 183                    | Javier Serrano           | R                      | 193                             | Fabien Doubey                   | R                               | 203                          | Joan Albert Riera            | R                            |
| 184                    | Álex Martín              | 42°                    | 194                             | Jordan Jegat                    | 60°                             | 204                          | Asier Pablo Gonzalez         | 103°                         |
| 185                    | Davide De Cassan         | R                      | 195                             | Alan Jousseaume                 | R                               | 205                          | Alex Molenaar                | 46°                          |
| 186                    | Francisco Muñoz          | 83°                    | 196                             | Fabien Grellier                 | R                               | 206                          | José María García            | R                            |
|                        |                          |                        | 197                             | Alexis Vuillermoz               | 79°                             | 207                          | Gonzalo Ariño                | R                            |
| Sabgal-Anicolor        |                          |                        |                                 |                                 |                                 |                              |                              |                              |
| N°                     | Ciclista                 | Clas.                  |                                 |                                 |                                 |                              |                              |                              |
| 211                    | Mathias Bregnhøj         | 34°                    |                                 |                                 |                                 |                              |                              |                              |
| 212                    | Tiago Caetanita          | R                      |                                 |                                 |                                 |                              |                              |                              |
| 213                    | Julius Johansen          | 91°                    |                                 |                                 |                                 |                              |                              |                              |
| 214                    | Guillermo García         | R                      |                                 |                                 |                                 |                              |                              |                              |
| 215                    | Gabriel Baptista         | R                      |                                 |                                 |                                 |                              |                              |                              |
| 216                    | Duarte Domingues         | 102°                   |                                 |                                 |                                 |                              |                              |                              |
| 217                    | Frederico Figueiredo     | R                      |                                 |                                 |                                 |                              |                              |                              |